# 埃利奥特·斯莱瑟
埃利奥特·斯莱瑟（英語：Elliot Slessor，1994年8月4日—）是一名英格蘭司諾克運動員，最佳排名為第46位。

## 職業生涯
斯莱瑟在8歲便接觸司諾克，2013年5月開始參加世界各地司諾克巡迴賽。